# Massakern i al-Qubeir
Massakern i Al-Qubeir avser den massaker som inträffade i byn Al-Qubeir i närheten av Hama, Syrien, den 6 juni 2012 under det Syriska inbördeskriget. Antalet dödsfall har uppskattats från ett femtiotal till omkring 100. Starka reaktioner har kommit från FN, EU, USA liksom ett flertal andra länder. Bland annat beskrev FN:s generalsekreterare Ban Ki-moon händelsen som chockartad och sjuk och som ett utslag av gränslöst barbari. Han fällde också uttalandet att Assadregimen genom detta tappat all legitimitet.